# Valley Ford (Kalifornija)
Valley Ford je naseljeno područje za statističke svrhe u američkoj saveznoj državi Kalifornija. Prema popisu stanovništva iz 2010. u njemu je živjelo 147 stanovnika.